# Teatre Vinohrady
Teatre Vinohrady (en txec Divadlo na Vinohradech) és un teatre a Vinohrady, Praga.
La construcció es va iniciar el 27 de febrer de 1905. Va servir com a Teatre de l'Exèrcit Txecoslovac des de la tardor de 1950 fins al gener de 1966. Conté una cortina pintada per Vladimír Županský que representa una musa nua.
Entre els dramaturgs associats al teatre hi ha Viktor Dyk que hi va estar actiu cap al 1915.
Durant la Revolució de Vellut, on es va enderrocar la República Socialista Txecoslovaca, la nit del 19 al 20 de novembre hi va haver una manifestació fora del teatre; l'actriu Vlasta Chramostová va ser l'encarregada de preguntar a la gent: "Si no és així, quan? Si no nosaltres, llavors qui? " 